# Anastassija Nikolajewna Kolesnikowa
Anastassija Nikolajewna Kolesnikowa (russisch Анастасия Николаевна Колесникова; * 6. März 1984 in Kasan, Russische SFSR, Sowjetunion) ist eine ehemalige russische Kunstturnerin und olympische Silbermedaillengewinnerin.
Bei den Olympischen Spielen 2000 in Sydney nahm Anastassija Kolesnikowa an vier Wettbewerben teil und gewann im Mannschaftsmehrkampf die Silbermedaille mit der russischen Mannschaft, zu der außer ihr noch Swetlana Chorkina, Jelena Samolodtschikowa, Anna Tschepelewa, Jekaterina Lobasnjuk und Jelena Produnowa angehörten.
Kolesnikowas Vater ist der Olympiasieger Nikolai Kolesnikow (* 1952). Ihr Ehemann Dmitri Drewin (* 1982) gewann 2000 die olympische Bronzemedaille im Turnen. Sie haben einen Sohn, Wjatscheslaw (* 2006), und eine Tochter, Maja.

## Auszeichnungen
- 2000:  Verdienter Meister des Sports Russlands[1]
- 2001:  Orden der Freundschaft[1][7]